# Sàyyid Ghulam Hussayn Tabatabai
Sàyyid Ghulam Hussayn Tabatabai "Damir" (Delhi 1727/1728-Husaynabad, prop de Monghyr, després del 1815) fou un polític indi del temps d'Alam II (emperador mogol 1759-1806) i historiador de l'Índia del segle XVIII. El seu nom de naixement fou Sayyid Alim Allah ibn Sayyid Fayd Allah Tabatabai.
La seva família va emigrar a Murshidabad el 1733 on tenien un parent (Allah Wirdi Khan Mahabat Djang) que estava al servei del nawab de Bengala Shudja al-Dawla, parent que al cap d'un temps fou nomenat nazim d'Azimabad (Patna) i el van acompanyar i amb el temps el seu pare va esdevenir naib de la província d'Azimabad a les ordes de Zayn al-Din Ahmad Khan Haybat Djang, fins que va perdre el càrrec el 1743 i va tornar a Delhi.
Sayyid Ghulam va retornar a Azimabad el 1745 i es va casar amb la filla d'un oncle matern, el general Abd al-Ali Khan, de l'exèrcit de Haybat Djang. Estant allí va prendre part a la defensa de la ciutat que era atacada per Mustafa Khan. El 1748 va entrar al servei de Said Ahmad Sawlat Djang, el gendre d'Allah Wirdi Khan, que llavors feia servei a Monghyr. Poc després Sawlat Djang fou nomenat fawjdar de [Purniya] i Sayyid Ghulam el va anar a trobar i va quedar sota la seva protecció; a la mort de Sawlat Djang el 1755, no volia servir al seu fill i successor Shawkat Djang, però finalment fou convençut de fer-ho. Un anys després Shawkat Djang es va rebel·lar contra Siradj al-Dawla, sobirà independent de Bengala, però fou derrotat i Sayyid Ghulam va fugir a Benarès on tenia uns parents (que hi havien estat desterrats per Siradj al-Dawla).
El 1770 Mir Jafar (o Mir Djafar) va assolir de facto el govern de Bengala i Sayyid Ghulam va retornar a Azimabad i amb el suport del raja local Ram Narayan va poder recuperar part dels seus antics dominis familiars. Va esdevenir protegit de Ram Narayan però el 1759 el príncep mogol Ali Guhar (després Shah Alam II) va atacar Bengala, i Sayyid Ghulam es va passar al seu bàndol. L'atac mogol va fracassar i Sayyid Ghulam va fugir altre cop a Benarès, però fou perdonat per Ram Narayan i va poder tornar a Azimabad.
Llavors va començar a intervenir en els afers de Bengala prenent partit de vegades per Mir Kasim i de vegades pels britànics de manera que els dos el festejaven. El 1762 va rebre una forta quantitat de Mir Kasim que temia que es posés al servei dels britànics. Fou gràcies a la seva intervenció que el kaladar de Rohtas va entregar la fortalesa als britànics. El 1773 o 1774 era a Calcuta quan per diverses causes va quedar arruïnat i va haver de suspendre el viatge de peregrinació de la Meca que planejava. El 1778 va intentar obtenir la confiança del governador britànic Warren Hastings sense èxit; va fer un nou intent el 1780 amb el mateix resultat.
A més de la seva intensa activitat política i diplomàtica va escriure diverses obres, i la seva obra mestra fou els Siyar al-muta'akhkhirin, història detallada de l'Índia després d'Aurangzeb (del 1707 al 1781) que va redactar entre febrer de 1780 i agost de 1781. Altres obres són:
- Bisharat al-imama mathnawi, sobre la vida dels seus ancestres
- Una obra de teologia sobre Ali.
- Un tafsir de l'alcorà.
- Un comentari al Mathmawi de Jalal-ad-Din Rumi.
- Un diwan de poemes.
- Sharaf nama, una obra històrica, d'autoria dubtosa.

## Referència
- Buckland, Dictionary of Indian biography
- Bazmee Ansari, A.S. "Sayyid G̲h̲ulām Ḥusayn K̲h̲ān Ṭabāṭabāʾī." Encyclopédie de l'Islam. Brill Online, 2016. Referència. 4 de juny de 2016 <http://referenceworks.brillonline.com/entries/encyclopedie-de-l-islam/sayyid-ghulam-husayn-khan-tabatabai-SIM_2512>